# ادموند پندلتون
ادموند پندلتون (Edmund Pendleton) (زادهٔ ۹ سپتامبر ۱۷۲۱- درگذشتهٔ ۲۳ اکتبر ۱۸۰۳)، از طبقهٔ زارعین ویرجینیا، سیاستمدار، وکیل، قاضی و یکی از پدران بنیان‌گذار ایالات متحده آمریکا بود. او پیش از جنگ انقلاب آمریکا و در طول آن، در مجلس ویرجینیا خدمت کرد و تا منصب رئیس مجلس نمایندگان ترقی نمود. پندلتون در کنار جورج واشینگتن و پاتریک هنری در نخستین کنگرهٔ قاره‌ای به عنوان نمایندهٔ ویرجینیا شرکت کرد و اتحادیهٔ قاره‌ای را امضاء نمود. او همچنین مجمع‌هایی را رهبری کرد که در آنها ویرجینیا اعلام استقلال (۱۷۷۶) کرده و قانون اساسی ایالات متحده آمریکا (۱۷۸۸) را پذیرفت.
برعکس رقیب سیاسی هم‌عصرش هنری، او فردی میانه‌رو و در آغاز به صلح و آشتی امیدوارتر از شورش و طغیان بود. پندلتون به همراه توماس جفرسون و جورج وایت، پس از جدایی از بریتانیا کد قانونی ویرجینیا را تغییر دادند. او در نظر معاصران ممکن است بیشتر به عنوان قاضی برجسته باشد؛ به ویژه در نقش‌های استینافی که بیست و پنج سال آخر عمرش را به آن اختصاص داد. یکی از این نقش‌ها رهبری آنچه بود که امروزه با نام دادگاه عالی ویرجینیا شناخته می‌شود.
با شنیدن خبر فوت او کنگره موافقت کرد به مدت سی روز نشان سوگواری را بر لباس‌هایشان نصب کنند و بیان کردند: «افسوس که ستارهٔ دیگری از آسمان پرشکوه پرهیزگاری و استعداد افول کرد که مردم ایالات متحده آمریکا را در مبارزه برای استقلال رهبری می‌نمود».

## اوایل زندگی
پندلتون در کارولین کانتی، ویرجینیا به عنوان فرزند مری بیشاپ تیلور که شوهر جوانش (پدر شش فرزند دیگر او) هنری پندلتون چهار ماه قبل فوت کرده بود، متولد شد. پدربزرگ مادری او، جیمز تیلور یک زمین‌دار بزرگ در نزدیکی شهرستان راپاناک، ویرجینیا بود و به مری تا دو سال بعد که با ادوارد واتکینز ازدواج کرد، در پرورش فرزندانش کمک نمود. هنگامی که ادموند چهارده ساله شد، نزد بنجامین رابینسون، منشی دادگاه کارولین کانتی به کارآموزی پرداخت. در همان‌جا بود که او با مسائل سیاسی آشنا شد و شروع به خواندن کتاب‌های قانون و آموختن روش‌های قانونی کرد. او در سال ۱۷۳۷ کارمند محل نگهداری ظروف مقدس کلیسای سنت مری در کارولین شد. این نخستین درگیری او با مسائل عملی مرتبط با کلیسا بود که در طول تمام زندگی او ادامه یافت.

## حرفه
پندلتون در آوریل ۱۷۴۱ گواهی‌نامه‌ای برای کار عملی در حوزهٔ حقوق دریافت کرد. موفقیت او در دادگاه‌های شهرهای اطراف شامل دادستانی کل شهرستان اسکس، ویرجینیا به او این اجازه را داد که در اکتبر ۱۷۴۵ عضو هیئت وکلای دادگاه عمومی شود. هنگامی که وکلا پیش از دو دادگاه، مجاز به فعالیت نبودند، پندلتون دادگاه عمومی را انتخاب کرده و فعالیت عملی در دادگاه پایینترش را به اتمام رساند- که او را مجاز به پذیرش انتصاب به عنوان قاضی صلح دادگاه کارولین کانتی در سال ۱۷۵۱ کرد. او همچنین بسیاری از وکلای جوان شامل فرزندان خواهر و برادرهایش جان پن (که بعدها یکی از امضاءکنندگان اعلامیهٔ استقلال ایالات متحده آمریکا شد) و جان تیلور کارولین (که عضو مجلس سنای ایالات متحده آمریکا شد) را آموزش داد.
پندلتون از سال ۱۷۵۲ تا ۱۷۷۶ نمایندهٔ کارولین کانتی در مجمع نمایندگان مستعمره‌نشینان ویرجینیا بود. در مه ۱۷۶۶ استاد او، سخنران قهار جان رابینسون چشم از جهان فروبست و پندلتون به عنوان یکی از اجراکنندگان کار منصوب شد و بدین ترتیب در بقیهٔ دوران حرفهٔ رسمی‌اش درگیر رسوایی املاک جان رابینسون شد.
پندلتون در سال ۱۷۷۳ در کمیته مکاتبات ویرجینیا و در سال ۱۷۷۴ نماینده کنگره قاره‌ای از ویرجینیا بود. او که میانه‌رویی در میان انقلابیون بود، در قطعنامه‌ای در دومین کنگره قاره‌ای گفت: «زمینه و اساس اختلاف ناخوشایند کنونی میان وزارتخانه و پارلمان بریتانیا و آمریکا حقی است که قبلی‌ها ادعا می‌کنند که بر رعایای بعدی بدون رضایت آنها مالیات می‌دهند و نه تمایلی از جانب ما برای ایجاد استقلال وجود دارد که ما کاملاً آن را رد می‌کنیم و می‌خواهیم بر اساس محکم‌ترین و معقول‌ترین مبنای، به یک ارتباط قانونی بازگردانیم».
پندلتون از ۱۶ اوت ۱۷۷۵ تا ۵ ژوئیه ۱۷۷۶ به عنوان رئیس کمیتهٔ امنیت ویرجینیا خدمت کرد (به‌طور مؤثری به عنوان فرماندهٔ مستعمرات خدمت کرد). او همچنین به عنوان رئیس مجمع ویرجینیا به خدمت‌گزاری پرداخت که به نمایندگان ویرجینیا اجازه داد پیشنهاد دهند جدایی از بریتانیا آغاز شده و اعلامیهٔ استقلال ایالات متحدهٔ آمریکا خلق شود. این مجمع اعلامیهٔ حقوق ویرجینیا را که پیش‌نویس آن توسط جورج میسون، فردی که مانند یک سرمشق برای اعلامیهٔ استقلال آمریکا تلاش می‌کرد، تهیه شده بود، مورد مناظره قرار داد. پندلتون پیشنهاد داد در بخش حقوق همگانی در اعلامیهٔ حقوق ویرجینیا مبنی بر محرومیت از داشتن برده، تغییر ایجاد شود تا از حمایت برده‌داران نیز بتوان بهره جست.

## خانواده
پندلتون دو بار ازدواج کرد. او در ۲۱ ژانویه ۱۷۴۱ با بتی روی ازدواج کرد اما او در ۱۶ نوامبر ۱۷۴۲ هنگام تولد فرزندشان چشم از جهان فروبست و نوزاد پسرشان نیز کمی بعد درگذشت. پندلتون در ۲۰ ژوئن ۱۷۴۳ با سارا پولارد، دختر جوزف پولارد و پریسیلا هومز ازدواج کرد. ادموند و سارا هیچ فرزندی نداشتند اما او در مکاتبات فراوان با هم‌عصرانش همواره به موفق و شاد بودن ازدواج‌شان اشاره کرده‌است.
از آن جاییکه پندلتون هیچ فرزندی نداشت، خواهرزاده‌ها، برادرزاده‌ها و فرزندان آنان وارث او شدند. پندلتون در وصیت‌نامه‌اش هیج برده‌ای را آزاد نکرد. برخلاف جورج واشینگتن که او نیز بدون فرزند چشم از جهان فروبسته و وایت که در زمان زندگی‌اش تمام برده‌های خود را آزاد نمود. فرزند برادرش جان پندلتون نیز ادموند پندلتون (زادهٔ ۱۷۴۳- درگذشتهٔ ۱۸۲۷) نام داشت و «جونیور» را به نام خود اضافه کرد تا از قاضی‌ای که وارث بخش عمدهٔ دارایی‌اش شده بود متمایز شود. برادر بزرگترش جیمز پندلتون که نوزده سال از او بزرگتر بود، در سال ۱۷۶۲ چشم از جهان فروبست و املاک زیادی را در شهرستان کالپیر، ویرجینیا بر جای گذاشت که ادموند برای بیوه و چهار فرزند او اداره می‌کرد.
بسیاری از خویشاوندان مانند خواهرزاده‌ها و برادرزاده‌ها پس از فوت پندلتون نام او را بر فرزندان‌شان نهادند. مثل ادموند پندلتون (زادهٔ ۱۷۷۶- درگذشتهٔ ۱۸۲۰ فرزند ادموند جونیور)، ادموند پندلتون (زادهٔ ۱۷۹۰- درگذشتهٔ ۱۸۲۳ فرزند فیلیپ پسر ناتانیل پندلتون)، ادموند پندلتون (زادهٔ ۱۷۸۶- درگذشتهٔ ۱۸۳۸ فرزند هنری پندلتون)، ارتشبد ادموند پندلتون گینز (زادهٔ ۱۷۷۷- درگذشتهٔ ۱۸۴۹). برادرزاده‌اش ناتانیل پندلتون جونیور خود را در انقلاب آمریکا به عنوان دستیار ارتشبد ناتانیل گرین شناساند و بعدها وکیل و قاضی منطقه‌ای ایالات متحدهٔ آمریکا در جورجیا شد. فرزند او ادموند هنری پندلتون (زادهٔ ۱۷۸۸- درگذشتهٔ ۱۸۶۲) نیز به نوبهٔ خود قاضی و نمایندهٔ نیویورک در کنگره شد. یک فرزند دیگر، ادموند مونرو پندلتون (زادهٔ ۱۸۱۵- درگذشتهٔ ۱۸۸۴) به عنوان توسعه‌دهندهٔ محصولات کودی شناخته شده و به سمت استادی دانشگاه کشاورزی و باغبانی دانشگاه جورجیا منصوب شد.
فیلیپ کلینتون پندلتون (زادهٔ ۱۷۷۹- درگذشتهٔ ۱۸۶۳) نیز به عنوان قاضی منطقه‌ای ایالات متحده آمریکا و فیلیپ پی باربر (زادهٔ ۱۷۸۳- درگذشتهٔ ۱۸۴۱)، پس از خدمت به عنوان رئیس مجلس نمایندگان ایالات متحدهٔ آمریکا در مقام قاضی دستیار دیوان عالی ایالات متحدهٔ آمریکا خدمت کرد (برادر او جیمز باربر هجدهمین فرماندار ویرجینیا و بعدها سناتور ایالات متحده آمریکا و وزیر جنگ شد). ادموند هنری پندلتون (زادهٔ ۱۸۴۳- درگذشتهٔ ۱۹۱۰) در چهارمین توپخانهٔ نیویورک به عنوان افسر ستاد مشترک در جنگ داخلی آمریکا خدمت کرد. کشیش و سرتیپ ویلیام پندلتون (زادهٔ ۱۸۰۹- درگذشتهٔ ۱۸۸۳) یگان‌های توپخانهٔ راکبریج و توپخانهٔ ارتش ایالات مؤتلفه را در طول آن جنگ رهبری کرد و پسرش ساندی پندلتون (زادهٔ ۱۸۴۰- درگذشتهٔ ۱۸۶۴) پیش از آن که در مبارزات والی در سال ۱۸۶۴ کشته شود، یک افسر برجستهٔ ستاد بود.

## مرگ و میراث
پندلتون در سال ۱۸۰۳ چشم از جهان فروبست و پس از آن که در ریچموند جان باخت، در منزلش، ادموندزبری در کارولین کانتی به خاک سپرده شد. به دلیل ویرانی ساختمان‌های ملکش در طول زمان، پیکر او در حدود سال ۱۹۰۷ به کلیسای بخش بروتون، در جاییکه اکنون ویلیامزبورگ استعماری نام دارد، منتقل شد.

## ارجاعات
1. ↑  Journal of the House of Representatives of the United States, Gales and Seaton, printers, 1826, p. 427
2. ↑  Mays, Edmund Pendleton (Harvard University Press, 1952) vol. 1, p. 6
3. ↑  Mays, vol 1, pp. 11–17.
4. ↑  Mays, vol. 1, pp. 24–39.
5. ↑  Mays, Vol. 1, pp. 39–40.
6. ↑  Edmund Pendleton, Colonial Williamsburg, 2011
7. ↑  We Hold These Truths . . . And Other Words That Made America بایگانی‌شده  در ۲۰۱۱-۰۷-۱۱ توسط Wayback Machine, Paul Aron, Colonial Willamsburg and Rowman and Littlefield Publishers, 2008
8. ↑  Mays, vol. 1, pp. 21–22
9. ↑  "Archived copy". Archived from the original on 2012-10-06. Retrieved 2013-07-26.{{cite web}}:  نگهداری یادکرد:عنوان آرشیو به جای عنوان (link)
10. ↑  Bruton Paris Episcopal Church